# Rainmaker
"Rainmaker" er en single af den danske sangerinde Emmelie de Forest. Sangen blev udgivet i Danmark den 21. februar 2014 og var den officielle sang til Eurovision Song Contest 2014. Sangen er skrevet af Emmelie de Forest, Jakob Schack Glæsner og Fredrik Sonefoss.

## Hitlister

### Ugentlige hitlister
| Hitliste (2014)        | Højeste placering |
| ---------------------- | ----------------- |
| Danmark (Track Top-40) | 1                 |
| Sverige (DigiListan)   | 38                |

## Udgivelse
| Region  | Date             | Format           | Label                   |
| ------- | ---------------- | ---------------- | ----------------------- |
| Danmark | 21. februar 2014 | Digital download | Universal Music Danmark |